# Canal+ Box Office
 (juin 2025).
Si vous disposez d'ouvrages ou d'articles de référence ou si vous connaissez des sites web de qualité traitant du thème abordé ici, merci de compléter l'article en donnant les références utiles à sa vérifiabilité et en les liant à la section « Notes et références ».
Canal+ Box Office est une chaîne payante nationale française éditée par le groupe Canal+ appartenant au groupe Vivendi, lui même contrôlé par le groupe Bolloré créée le 1er septembre 2023. Sa programmation est principalement axée sur les films ayant obtenu un certain succès en salles, classés au Box-office français. La chaîne est accessible aux abonnés à la chaîne payante Canal+. Elle est diffusée en 1080p et optionnellement en définition 4K UHD sur le décodeur 4K de Canal+ ainsi que sur l’application Canal+/myCanal compatible avec certains téléviseurs ou ainsi que sur l’Apple TV ou sur une Chromecast.

## Historique de la chaîne
Le 15 février 2023, le Groupe Canal+ annonce la création d'une nouvelle chaîne de cinéma. Le 26 juin 2023, lors de sa conférence de presse pour la rentrée 2023, nommée « Summer Party », le groupe dévoile le logo devant être utilisé à l'antenne ainsi que la nouvelle version de Canal+ Cinéma. La chaîne commence à émettre le 1er septembre 2023 à 21h avec le film Black Panther: Wakanda Forever. Le 19 décembre 2023, la chaîne adopte également à la diffusion en 4K.

## Logo

Logo de Canal+ Box Office depuis le 1er septembre 2023.

## Diffusion
Canal+ Box Office annonce sa diffusion sur les Satellite de Canal, via le Câble, l'ADSL et la Fibre de Bouygues Telecom ainsi que La TV d'Orange, via son site internet et son application mobile MyCanal.
Elle est présente dans le bouquet Les chaînes Canal+.